# Fire at Rig 15
"Fire at Rig 15" is de twintigste aflevering van de televisieserie Captain Scarlet and the Mysterons, een sciencefictionserie waarin gebruikgemaakt wordt van de poppenspeltechniek supermarionation. De aflevering werd voor het eerst uitgezonden op ATV Midlands in Engeland op 16 februari 1968. Qua productievolgorde was dit echter de veertiende aflevering.

## Verhaal
In de woestijn vlak bij de Spectrum raffinaderij bij Bensheba, boort Rig 15 naar olie. Scanners met ultrageluid detecteren al snel olie, maar supervisor Kinley wil nog een stuk verder boren voordat ze een test doen. Zijn ondergeschikte, Hansen, vraagt zich af of dat wel veilig is, maar Kinley vertelt hem dat hij het hoofdventiel heeft afgesloten om de oliedruk onder controle te houden. Niemand merkt echter op dat de Mysteronringen bij de regulator opduiken en het ventiel weer openen. Kijkend naar zijn instrumenten vraagt Hansen zich af waarom de druk toch toeneemt. Kinley beveelt de boor om te stoppen, maar de druk neemt niet af. Wanneer hij een zoemend geluid hoort beseft hij dat het ventiel open staat en geeft het bevel tot onmiddellijke evacuatie. Een straal olie schiet uit het boorgat omhoog en ontbrand, waarna de hele boortoren ontploft in een vuurbal.
Terwijl de brand voortduurt, laten de Mysterons weten dat ze heel Spectrum zullen immobiliseren. In Cloudbase bevestigt Lieutenant Green dat de brand geen ongeluk was. Colonel White houdt een bijeenkomst met zijn personeel. Hij vermoedt dat de Mysterons al Spectrums voertuigen nutteloos willen maken. Alle brandstof van Spectrum komt van de raffinaderij in Bensheba, dus zal deze het voornaamste doel van de Mysterons zijn. Hij stuurt Scarlet en Blue om de raffinaderij te beschermen. Ze vertrekken met een Spectrumjet, geëscorteerd door de Angels.
Scarlet en Blue besluiten hun onderzoek te beginnen bij Rig 15. Kinley informeert hen dat Jason Smith, een brandexpert, is gestuurd om de brand de blussen. Als autoriteit op het gebied van explosieven is Jason van plan het vuur “uit te blazen”’ met een zorgvuldig geplaatste bom.
Scarlet, Blue, Kinley en Hansen kijken toe wanneer Jason de brand nadert in een hittebestendige tractor. Het explosief wordt bevestigd aan het einde van een paal en zal afgaan wanneer zijn metalen omhulsel smelt. Jason is zich er niet bewust van dat Captain Black hem in de gaten houdt met een verrekijker. Black richt zijn blikop de specialist en Jason valt neer in het zand. Scarlet weet niet zeker of Jason in veiligheid is, maar Kinley is ervan overtuigd dat een expert als Jason zichzelf niet onnodig in gevaar zou brengen. De lading gaat af en het vuur dooft meteen. Jason wordt echter geraakt door de ontploffing omdat hij nog altijd bewusteloos is, en de Mysterons reconstrueren hem.
Die nacht werkt de Mysteron-Jason in Jasons explosieventruck. Black geeft hem instructies. De volgende dag zal hij naar de raffinaderij van Bensheba gaan en deze opblazen.
Bij het ontbijt de volgende morgen maakt Kinley bekend dat de oliestroom onder controle is. Scarlet wil Jason bedanken voor zijn hulp, maar hij is volgens Kinley alweer vertrokken voor zijn volgende project bij een dam in de bergen. Wanneer Scarlet en Blue verslag uit willen brengen aan Cloudbase, vinden ze Jasons lichaam tussen de wrakstukken van de boortoren. Scarlet beseft dat Jason nu een Mysteronagent is.
De Mysteron-Jason rijdt op dat moment naar Bensheba over de snelweg naast de oliepijplijn. Scarlet haalt een SPV op bij een als olietank vermomde hangar en zet de achtervolging in. Blue wil de Angels verzoeken Jasons truck te vernietigen, maar Scarlet is tegen dit idee omdat dit ongetwijfeld een explosie zal veroorzaken die zich via de pijplijn kan verspreiden naar de raffinaderij. Jason merkt zijn achtervolgers op en laat een explosief op de weg vallen, maar dit deert de SPV niet. Scarlet haalt Jason in en duwt hem van de weg. Jason crasht in een zandduinen zijn truck ontploft. Scarlet verliest echter ook de macht over het stuur en crasht tegen een paar brandstoftanks. Beide tanks en de SPV branden af en Scarlet raakt zwaargewond.
Die nacht verklaart Blue dat Spectrums brandstofvoorraad en de Bensheba raffinaderij veilig zijn. Op Cloudbase laat White Dr. Fawn de ziekenboeg klaarmaken voor Scarlet, die volgens hem er net als altijd weer bovenop zal komen.

## Rolverdeling

### Reguliere stemacteurs
- Captain Scarlet — Francis Matthews
- Captain Blue — Ed Bishop
- Colonel White — Donald Gray
- Lieutenant Green — Cy Grant
- Captain Black — Donald Gray
- Stem van de Mysterons — Donald Gray

### Gastrollen
- Jason Smith — David Healy
- Kinley — Jeremy Wilkin
- Charlie Hansen — Gary Files
- Oliewerker — Martin King

## Trivia
- Dit is qua productievolgorde de laatste aflevering die gebruik maakte van Barry Grays originele eindtune. Hierna werd de eindtune gespeeld door de Spectrumband gebruikt.
- De Jason Smith-pop werd later gebruikt voor een groot aantal gastrollen in zowel “Captain Scarlet and the Mysterons” als Joe 90 en The Secret Service.